# Ivo Scapolo
Ivo Scapolo, né le 24 juillet 1953 à Terrassa Padovana dans la province de Padoue, est un prélat italien, diplomate du Saint-Siège de 1984 à 2025.

## Biographie

### Formation et prêtrise
Ivo Scapolo est ordonné prêtre le 14 juin 1978 à Padoue. Après avoir reçu un doctorat en droit canon, il entre au service diplomatique du Saint-Siège le 1er mai 1984. Il est secrétaire en Angola (en), au Portugal (en), et aux États-Unis, puis travaille à Rome à la Section pour les relations avec les États de la Secrétairerie d'État,.

### Nonce
Le 26 mars 2002, le pape Jean-Paul II le nomme nonce apostolique en Bolivie (en) avec la titulature de Thagaste (de). Il est consacré évêque le 12 mai 2002 par le cardinal Sodano avec comme co-consécrateurs Antonio Mattiazzo et Oscar Rizzato (it). Le 17 janvier 2008, le pape Benoît XVI le nomme nonce au Rwanda, puis le 15 juillet 2011 nonce au Chili (en),.

#### Au Chili
Ivo Scapolo ne joue qu'un rôle mineur dans la résolution de la crise des abus au sein de l'Église du Chili qui provoque la démission de tout l'épiscopat chilien et certaines victimes l'accusent même de n'avoir rien fait. L'abbé Sergio Perez de Arce, que le pape François nomme administrateur apostolique du diocèse de S. Bartolome de Chillán, déclare même que « Scapolo n'est pas et ne sera jamais la personne dont la sensibilité et le talent sont nécessaires à la résolution de la crise de l'Église chilienne. ». 
À la cérémonie d'investiture du nouveau président de la république chilienne en mars 2018, le Saint-Siège est représenté à la fois par Ivo Scapolo et par Nicola Girasoli (nonce apostolique au Pérou (en)), ce que les observateurs, d'après La Tercera, interprètent comme un signe de disgrâce de la part du Vatican. Il est nommé nonce apostolique au Portugal (en) par le pape François, le 29  août 2019.
Le 23 mai 2025, il démission de ses fonctions de nonce apostolique au Portugal.

## Succession apostolique
Ivo Scapolo a ordonné les évêques suivants :
- Évêque Krzysztof Białasik (pl), S.V.D. (2005)
- Cardinal Celestino Aós Braco, O.F.M. Cap. (2014)